# Аиткулов, Азат Миннигалеевич
Азат Миннигалеевич Аиткулов  (баш. Азат Миңлеғәле улы Айытҡолов; род. 27 января 1956 года) — солист Башкирской государственной филармонии имени Хусаина Ахметова, музыкант-кураист, Народный артист Башкирской АССР (1991). Заслуженный артист Российской Федерации (1998). С ноября 2015 г. декан факультета башкирской музыки в УГАИ им. З. Исмагилова.

## Биография
Аиткулов Азат Миннигалеевич родился 27 января 1956 года в с. Юлдыбаево Матраевского района БАССР (ныне Зилаирского района Башкортостана).
В 1977 году окончил Уфимское училище искусств (класс Г. З. Сулейманова).
С 1978 года — солист-кураист Башкирской государственной филармонии.
В 1994 году окончил Башкирский государственный университет (ныне Уфимский университет науки и технологий).
В 2007—2010 гг. являлся руководителем Союза кураистов Республики Башкортостан.
Будучи продолжателем классических традиций исполнения башкирских народных мелодий узун-кюй, Азат Миннигалеевич в совершенстве владеет всеми приёмами игры на курае. Его репертуар включает более ста произведений башкирского музыкального фольклора, включая «Урал», «Шаура» («Шәүрә»), «Тафтиляу» («Тәфтиләү»), «Пеший Махмут» («Йәйәүле Мәхмүт»), «Перовский» и др.
Аиткулов гастролировал в странах Азии, Европы, Америки. Является организатором ансамблей кураистов в Аургазинском, Альшеевском, Бижбулякском, Давлекановском, Зилаирском, Кармаскалинском, Миякинском и Чишминском районах Башкортостана, в Москве, в Пермской, Курганской и Челябинской областях.

## Награды и звания
- Медаль ордена «За заслуги перед Отечеством» II степени (8 августа 2022 года) — за большой вклад в развитие отечественной культуры и искусства, многолетнюю плодотворную деятельность[1]
- Заслуженный артист Российской Федерации (31 августа 1998 года) — за большие заслуги в области искусства[2].
- Народный артист Башкирской АССР (1991).
- Дипломант Всероссийского конкурса исполнителей на народных музыкальных инструментах (1986).
- Лауреат государственной премии имени Салавата Юлаева (2000).
- Лауреат премии имени Галимова Саляма (1990).
- Обладатель Гран-при Республиканского конкурса кураистов на приз имени Юмабая Исянбаева (1980).